# Theo Van den Bosch

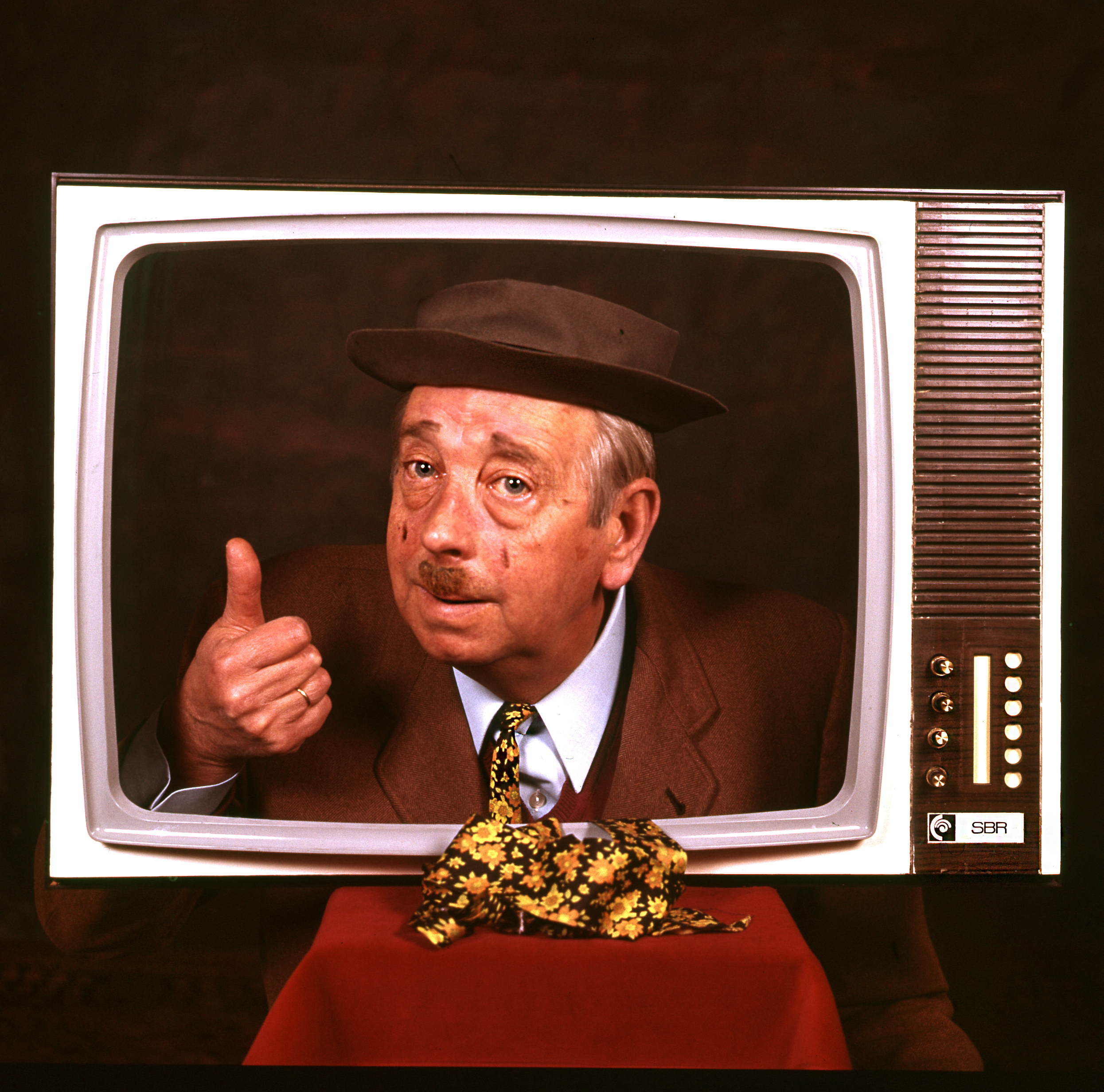
Theo Van den Bosch in 1975

Theo Van den Bosch (Deurne, 9 juni 1913 - aldaar, 18 maart 1995) was een Vlaamse acteur en komiek. 
Van den Bosch was al vrij jong actief op de planken en bracht tijdens de Tweede Wereldoorlog zijn Muskesrevue, bestemd voor de 'stadsmuskes', de benaming voor kinderen die tijdens de oorlog waren ondergebracht buiten de steden. Hij werd nadien landelijk bekend door zijn optredens op de Vlaams openbare omroep vrt, toen die nog NIR en nadien BRT en BRTN heette.

## Komiek
Van den Bosch was aanvankelijk diamantbewerker, om vanaf de jaren '50 zijn medewerking te verlenen bij de radiozenders van het NIR, de voorloper van de BRT en vrt. Hij kwam voor het eerst op de televisie in 1959 en was onder meer de tegenspeler van presentator Tony Corsari in het programma Een tegen allen. Daarnaast werd hij gevraagd in films en andere tv-uitzendingen, zoals Echo. Suzy Marleen fungeerde veelal als zijn compagnon en aangeefster.
Met zijn hoed, omgekeerd snorretje en te lange 'plastron' bracht Van den Bosch een typetje dat in shows en praatprogramma's werd opgevoerd. Mede door die bekendheid doorkruiste hij het Vlaamse land om in plaatselijke zaaltjes op te treden, wat hij bleef doen na zijn passage op televisie, eind jaren '60. In latere interviews bleek hij wel verbitterd over zijn plotse opstap aldaar.

## Discografie

### Albums
- Humor  (Omega International 1968) met Gaston Berghmans
- Humor - Telesefie herinneringen  (Olympia 1970) met Suzy Marleen
- Maar niet met mij heee!!! (CBS 1974) met Paula Sleyp
- 20 jaar telesefie  (CBS 1975) met Jenny Danella en Fons Cras